# Союззолото (жилой дом)
Жилой дом «Союззолото» — шестиэтажное здание в стиле конструктивизма с элементами неоклассицизма. Построен в 1932 году. Архитектор — А. И. Бобров. Расположен в Центральном районе Новосибирска. Памятник архитектуры регионального значения.

## История
Здание было построено в 1932 году архитектором А. И. Бобровым, несколько лет спустя архитектор Б. А. Гордеев разработал для него новое оформление, после чего дом приобрёл некоторые черты неоклассицизма.

## Расположение
Западный фасад здания выходит на Каменскую улицу, южный — на Октябрьскую улицу.

## Описание
Здание схожее с П-образной формой, в плане асимметричное и сложное.
В главных фасадах присутствуют черты постконструктивизма.
Цоколь и первый этаж рустованные.
Здание декорировано ширинками с лепным орнаментом и лопатками, высокий парапет в виде аттика украшен медальонами.
В цветовом решении использован белый цвет, сочетающийся с оттенками серого.